# Ceren Karagöl
Ceren Karagöl est une joueuse de volley-ball turque née le 11 mars 1997. Elle mesure 1,87 m et joue au poste de centrale.

## Clubs
| Club                 | De        | À         |
| -------------------- | --------- | --------- |
| İller Bankası Ankara |           | 2010-2011 |
| TVF Spor Lisesi      | 2011-2012 | 2012-2013 |
| İlbank Ankara        | 2013-2014 | 2015-2016 |
| Numune Spor          | 2016-2017 | 2016-2017 |
| İlbank Ankara        | 2017-2018 | …         |